# Phản cách mạng

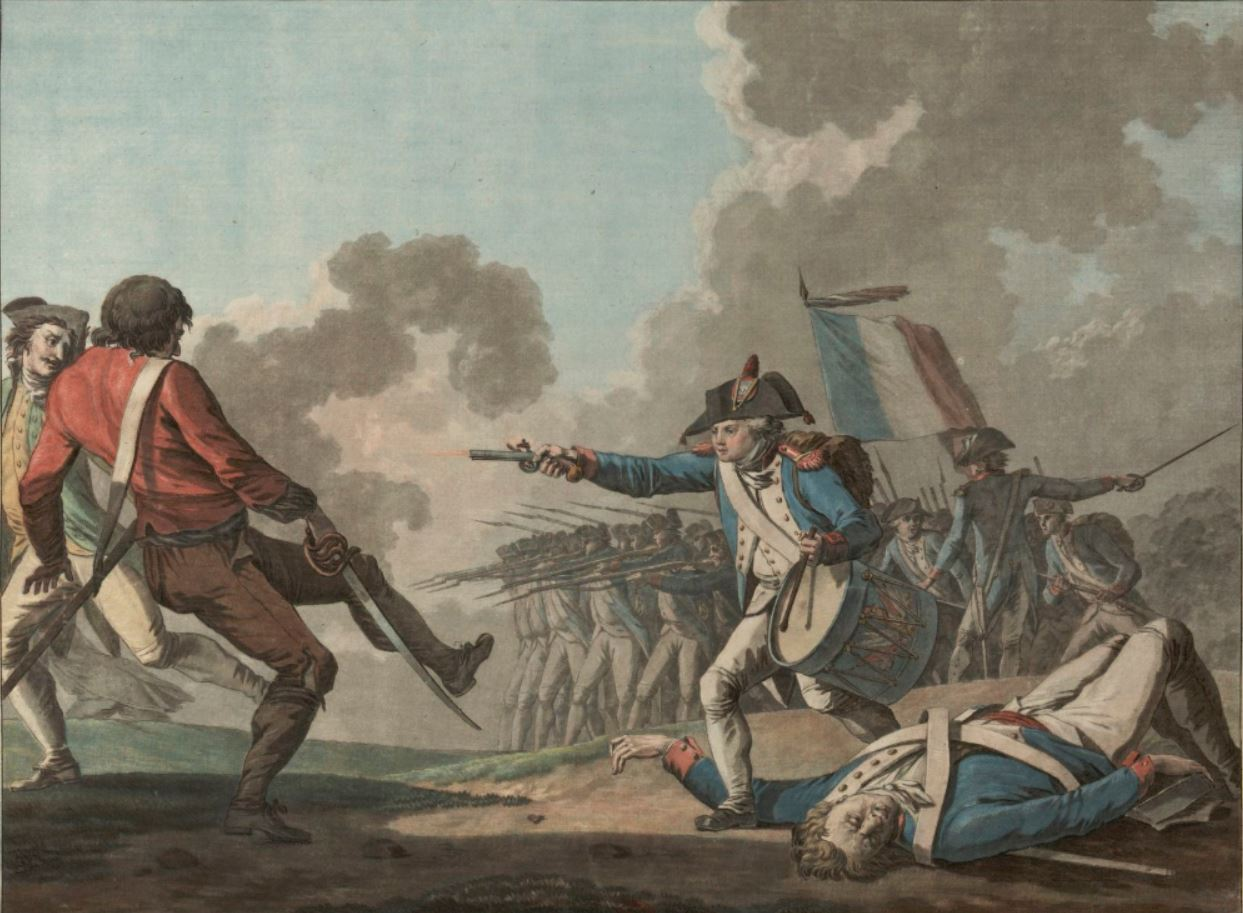
Chiến tranh ở Vendée là một cuộc nổi dậy của phe bảo hoàng đã bị các lực lượng cộng hòa ở Pháp đàn áp vào năm 1796.

Phản cách mạng hoặc chống cách mạng là bất kỳ ai phản đối hoặc chống lại một cuộc cách mạng, đặc biệt là người hành động sau một cuộc cách mạng nhằm cố gắng lật đổ hoặc đảo ngược tiến trình của nó, toàn bộ hoặc một phần. Tính từ "phản cách mạng" liên quan đến các phong trào nhằm khôi phục lại tình trạng hiện tại, hoặc các nguyên tắc, thịnh hành trong thời kỳ tiền cách mạng.